# Altes Rathaus (Hemau)

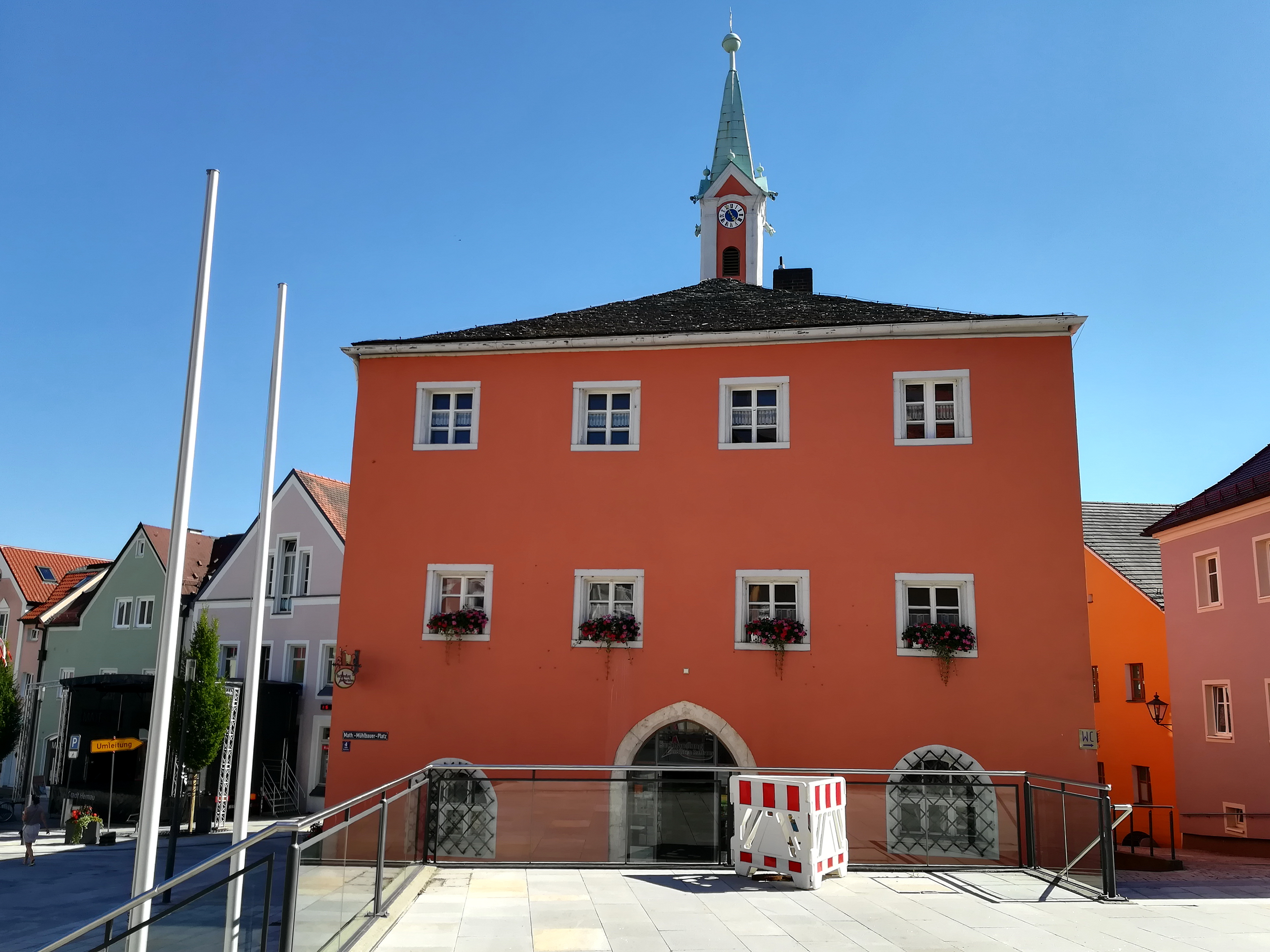
Altes Rathaus in Hemau

Das Alte Rathaus in Hemau, einer Stadt im Oberpfälzer Landkreis Regensburg in Bayern, wurde 1471 errichtet und nach einem Brand 1779 wiederhergestellt. Das spätgotische Rathaus am Stadtplatz 4 ist ein geschütztes Baudenkmal. 
Der dreigeschossige Walmdachbau mit Kalkplattendeckung, profilierten Fenstern und Spitzbogenportalen hat einen Glockenturm mit Spitzhelm und Uhr.
Im Alten Rathaus ist heute das Spielzeugmuseum untergebracht.